# 波蘭軍隊博物館

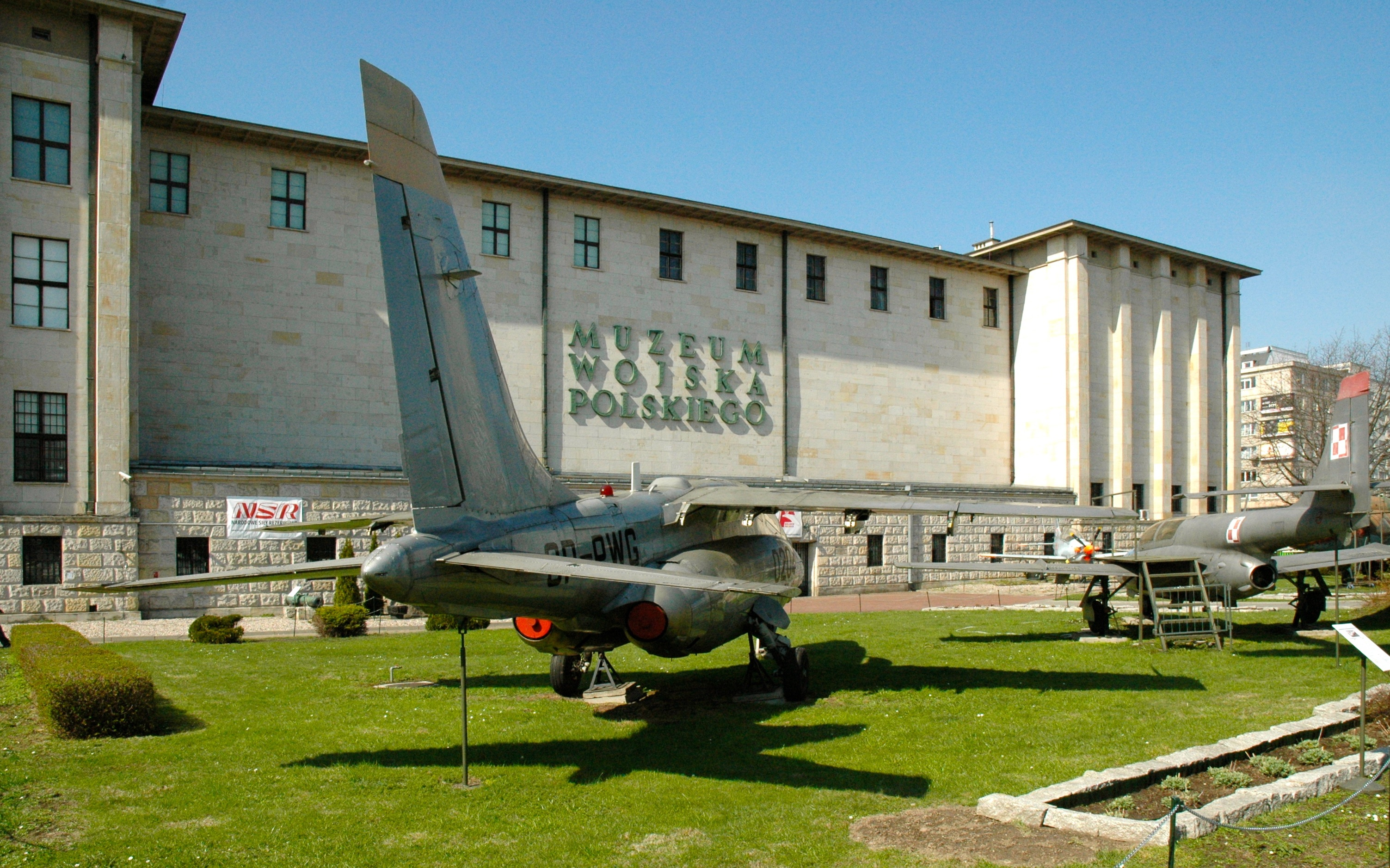

波蘭軍隊博物館（波蘭語：Muzeum Wojska Polskiego）是位於波蘭首都華沙的一座博物館。

## 历史
創建於1920年。波蘭軍隊博物館是波蘭第二大的博物館，展示自10世紀到二戰為止一千多年來波蘭軍隊的歷史。